# Chiesa di Santo Stefano (San Vittore Olona)
La chiesa di Santo Stefano è un piccolo edificio religioso sito nei pressi del cimitero di San Vittore Olona, nella città metropolitana di Milano, il più antico del comune.

## Storia
Le prime notizie della chiesa risalgono al 1304, quanto compare in un censimento delle chiese esistenti nel legnanese come cappella dedicata a Santo Stefano, ubicata alla periferia dei comuni di Legnano e Cerro. Probabilmente un edificio dedicato al culto del santo esisteva giù in precedenza.
La trasformazione della cappella in chiesa avvenne nel 1452, quando la popolazione del luogo si appellò al santo per avere protezione contro la peste. Sono di poco successivi gli affreschi che decorano la chiesa, realizzati nel 1487, mentre nel 1564 (data presumibile da un'incisione su due mattoni della facciata) l'edificio fu ampliato.
La chiesa era un tempo frequentata dalla Confraternita del Santissimo Sacramento, che qui si raccolse per recitare ogni giorno il mattutino dell'Officio della Madonna fino allo scoppio della prima guerra mondiale.

## Apparato decorativo
La chiesa conserva al suo interno tre cicli di affreschi. 
Il primo ciclo, datato 1487, è attribuito a Giangiacomo Lampugnani, un frate dell'ordine degli Umiliati appartenente a una delle più importanti famiglie legnanesi. Appartengono a questo ciclo la Natività di Gesù e la Deposizione dalla Croce sulla parete nord della navata e San Rocco alla base sinistra dell'arco di accesso al presbiterio. 
Il secondo ciclo è stato eseguito sulla parete di fondo del presbiterio nel 1577 (anno in cui finì la cosiddetta "peste di San Carlo") da un artista lombardo probabilmente formatosi su modelli luineschi e raffigura il Martirio di Santo Stefano tra i santi Lorenzo (a sinistra, con la graticola) e Teodoro (a destra, con la spada). Lorenzo e Teodoro, entrambi martirizzati per mezzo del fuoco, erano invocati contro le febbri.
Il terzo ciclo di affreschi è dei primi del '700 ed interessa la parte superiore e la base destra dell'arco di accesso al presbiterio. Sono raffigurati in alto, oltre a due angioletti, a sinistra un Vescovo e Dottore della Chiesa (Sant'Ambrogio?), a destra Sant'Antonio di Padova e al centro Gesù Crocifisso. Alla base destra dell'arco di accesso al presbiterio è raffigurato San Francesco Saverio. 
Nel corso dei lavori di restauro del 1968 è stato ritrovato sulla parete nord del presbiterio un frammento di quello che probabilmente è il più antico affresco della chiesa: si tratta del frammento di una Madonna in trono con Bambino benedicente datato XIV secolo. 
Sempre nel corso dei lavori del 1968 è stato realizzato il piccolo campanile a vela, a imitazione di un analogo manufatto presente su una fotografia degli anni trenta ma successivamente eliminato.